# Суперпоросёнок
Суперпоросёнок (яп. 愛と勇気のピッグガール とんでぶーりん Аи то ю:ки но Пиггу Га:ру тондэ бу:рин, «Девочка-поросёнок любви и мужества») — аниме-сериал производства Nippon Animation, снятый по мотивам одноимённой манги Таэко Икэда. Манга распространялась в журнале Ciao издательства Shogakukan с октября 1994 по сентябрь 1995 год. Показ аниме проходил на канале TBS. Показ в России проходил в линейке мультфильмов Fox Kids на телеканале Ren-TV. Жанр сериала рассматривается, как пародия на супергероев.

## Сюжет
Однажды Карин Кокубу (Кэсси Карлен), опаздывая в школу, находит жёлтого поросёнка, который притворяется раненым, чтобы съесть её яблоко. После чего он следует за ней, доставляя хлопоты. Позже Карин снова видит поросёнка, узнаёт, что он может летать, и преследует его. Поросёнок оставляет в парке пудреницу, которая сама по себе открылась и оттуда вылетел пятачок, приземлившийся на нос Карин. Она опять же встречается с этим поросёнком, и тот ей говорит, что он принц с планеты Буринго, и его зовут Тонрариано III (Игги Пиг). Он объясняет ей, что она может превратиться в летающего поросёнка, сказав фразу «Ba Bi Bu Be Boorin™». Сама Карин такому не рада: она считает, что в виде поросёнка-супергероя выглядит нелепо. Тонрариано (позже названный Тон-тян (Теодорих Пиг)) говорит, что она может стать героиней из супергеройских фильмов, как Чудо-Женщина, если за хорошие дела соберёт 108 жемчужин. Это число соотносится с состоянием кармы: за проступки, такие, как превращение в собственных целях, Карин могут оштрафовать: лишить некоторого числа жемчужин.

## Персонажи
Даются имена японской и американской версий.

### Основные
- Супер-поросёнок/Кэсси Карлен (яп.  Justice Buurin/Karin Kokubu)

Главная героиня сериала: обычная 13-14 летняя девочка, до встречи с Тонрариано. Эмоциональная, иногда растерянная. Предмет воздыхания — Лэнс Ромеро (Коити Мидзуно). Лучшая подруга — Пруденс Плумм (Масами Ямакава). В японском оригинале её фамилия созвучна слову «поросёнок» (Кокубу — кобута), и во время пребывания в облике Супер-поросёнка она постоянно употребляет междометие «бухи» (хрю). Сэйю: Юри Сиратори
- Игги Пиг (яп.  Prince Tonrariāno III)

Жёлтый поросёнок. Наследный принц, прилетевший с планеты Ойинко. Сын Теодориха Пига. Он прилетел на Землю с целью пройти испытание, чтобы стать королём. Был подобран Кэсси, которой он предложил стать Супер-поросёнком, и с тех пор тайно поселился в её доме. Как и Супер-поросёнок Игги, также обладает способностью летать. Выступает в качестве советника Кесси/Суперпоросёнка.
- Теодорих Пиг (яп.  King Tonrariāno II)

Король планеты Ойинко, отец Игги Пига. Теодорих Пиг отправил на Землю Игги для того, чтобы тот прошёл испытание, которое поможет ему стать следующим королём. Он не появляется на протяжении всего сериала, но часто выходит на контакт с помощью специального прибора. Теодорих играет ключевую роль в получении выигрыша Супер-поросёнка и решает, какое количество жемчужин ей должно достаться при каждом героическом подвиге.

### Второстепенные
- Кен Карлен (яп.  Shin'ichirō Kokubu)

Отец Кэсси. Работает главным редактором в местной газете «Akebono Times». Часто ходит с камерой в руках. Каждый раз предпринимает попытки разоблачить Супер-поросёнка.
- Рикако Кокубу (яп.  Rikako Kokubu)

Мать Кэсси. Работает Модельером.
- Сюхэй Кокубу (яп.  Shūhei Kokubu)

Младший брат Кэсси. Поклонник Супер-поросёнка.
- Пруденс Плумм (яп.  Masami Yamakawa)

Лучшая подруга Кэсси. Часто даёт ей советы в любовных вопросах и прочих делах. Влюблена в Харви Хувера.
- Лэнс Ромеро (яп.  Kōichi Mizuno)

Капитан школьной футбольной команды. В него влюблена Кэсси. Однако, он сам влюбляется в Супер Свинку.
- Рэдфорд Таммак (яп.  Takuma Mushanokōji)

Учится в одной школе с Кэсси, но в отличие от других значимых персонажей не является её одноклассником и учится в более старшей параллели (в японском оригинале его называют сэмпай). Профессиональный игрок в теннис. Влюблен в Кэсси, но в него самого, однако, влюблена Хизер Хогваш. В японском оригинале называет Карин исключительно Конеко-тян (котёночек), а Супер Свинку называет Кобута-тян.
- Харли Хувер (яп.  Kashiwagi Hiroumi)

Одноклассник Кэсси и близкий друг Ланса. Склонен к авантюризму.
- Пенни Раунд (яп.  Kaoru Hidaka)

Одноклассница Кесси. В отличие от Кесси более закомплексована и имеет всевозможные фобии. Эксперт в приготовлении пищи; часто готовит напитки для школьной футбольной команды. Влюблена в Милтона, но из-за своей застенчивости не может ему в этом признаться. Однако благодаря Супер-Свинки, они нашли друг друга .
- Милтон Массен (яп.  Jimmy Matsumoto)

Нерд. С самого начала учится в одном классе с Кэсси, но впервые появляется только в 14 серии. Хорошо разбирается в астрономии. Снимает научные документальные фильмы. В одной из серий почти разоблачил личность Супер Свинки, тем самым заставив Кесси немного понервничать. В японском оригинале имеет суицидальные наклонности и дважды за сериал пытается покончить с собой, но оба раза его спасает Супер Свинка. Считает, что все девочки ненавидят его и что он никогда не сможет найти спутницу жизни, не замечая симпатии со стороны Пенни .
- Хизер Хогваш (яп.  Keiko Kuroha)

14-летняя староста, глава студсовета и соперница Кэсси. Дочь богатого бизнесмена, владеющего огромным предприятием. Влюблена в Рэдфорда Таммака и всегда думает, что Кэсси пытается увести его у неё. Она высокомерна, и поэтому не пользуется уважением среди девушек своего класса. Содержит в качестве домашних питомцев аллигатора и осьминога, которые составляют ей в доме компанию, а её родители постоянно находятся в разъездах. Несмотря на свой возраст, она знает, как управлять воздушным транспортом, что можно узнать в одном из эпизодов, где она управляла воздушным шаром. В японском оригинале часто использует английские слова в своей речи. Даже оказавшись в опасности зовёт на помощь на английском языке.
- Фоули Фэстбак (яп.  Arashiyama Makoto)

Учитель в классе Кэсси, по совместительству тренер школьной футбольной команды. Тайно влюблен в школьную медсестру Нанако.
- Нанако Татэиси (яп.  Tateishi Nanako)

Школьная медсестра. Пользуется широким уважением среди учащихся и вызывает восхищение у учителей-мужчин, которые пытаются завоевать её сердце.
- Кондо Масаёси (яп.  Masayoshi Kondō)

Тренер по теннису в школе Кэсси. Фанат «Cutey Chao».
- Киносита (яп.  Kinoshita)

Дворецкий и личный шофёр семьи Хезер Хогваш.

## Роли озвучивали

### В японской версии
- Карин Кокубу: Юри Сиратори
- Тонрарриано III: Юрико Футидзаки
- Коити Мидзуно: Акира Исида
- Кэйко Куроха: Рика Мацумото
- Масами Юмакава: Тиэ Сато[англ.]
- Нанако Татеси/Кути Тяо: Мария Кавамура
- Каору Хидака: Юнок Асами
- Хироми Касигавари: Ёсинару Ямада
- Макото Арасияма: Таро Аракава
- Масаёси Кондо: Кэйити Сонобе[англ.]
- Такума Мусянокодзи: Цутому Касивакура[англ.]
- Синъитиро Кокубу: Кэнъити Оно
- Рикако Кокубо: Юми Хикита, Юко Мидзутани
- Шунеи Кокубо: Сатоми Короги
- Тонрариано II: Такао Ояма
- Джимми Мацумото: Ватару Такаги[англ.]
- Горо Тацумаки: Томохиро Нисимура[англ.]
- Хитоми Тацумаки: Сакура Тангэ
- Бурити Коидзуми: Юми Тома
- Бютан: Томоко Маруо[англ.]
- Мидори: Тамао Хаяси[англ.]
- Минсэи Китагава: Дзюнъити Канэмару
- Матти: Мэгуми Огата
- Рассказчик: Кодзи Исии[англ.]
- Котоко Мусянокодзи: Юри Амано
- Курама Мусянокодзи: Масами Кикути[англ.]

## Песни из титров
- Начало: Ai wa Kakko Warui (яп. 愛はカッコわるい)

Слова: Манами Тоно
Композиция/Аранжировка: Цугуми Катаока
Вокал: Parquets
- Конец: Būrin A la mode (яп. ぶーりん あ·ら·もーど)

Слова: Манами Тоно
Композиция/Аранжировка: Цугуми Катаока
Вокал: Parquets